# Georg Schindler (Grafiker)
Georg Schindler (* 11. August 1912 in Grimma; † 1. Juni 2005 in Hohenstein-Ernstthal) war ein deutscher Gebrauchsgrafiker.

## Leben und Werk
Georg Schindler absolvierte eine Lehre in einer graphischen Anstalt und besuchte ab 1928 die Fachschule für graphisches Gewerbe in Leipzig. 1930 bis 1933 besuchte er die Staatliche Akademie für graphische Künste unter Hugo Steiner-Prag und Hellmuth Weissenborn. Er arbeitete in der Zeit des Nationalsozialismus in Grimma als freischaffender Grafiker. Das Adressbuch nennt ihn 1940 in der Lobeckstraße 17. Schindler war obligatorisch Mitglied des Bunds Deutscher Gebrauchsgrafiker in der Reichskammer der bildenden Künste. Er entwarf u. a. für Giesecke + Devrient zwei Griechische Drachmen-Banknoten, die auch hergestellt wurden und von denen 20 Millionen in Umlauf kamen. Neben seiner beruflichen Tätigkeit betätigte er sich als freier Grafiker und Zeichner. 1940 zog er im Zusammenhang mit seiner Heirat nach Hohenstein-Ernstthal. Er nahm als Soldat der Wehrmacht am Zweiten Weltkrieg teil und geriet in US-amerikanische Gefangenschaft. Dort konnte er sich mit einem eigenen Atelier künstlerisch betätigen, wobei er u. a. etwa 500 Porträtbilder zeichnete. Einige dieser Arbeiten befinden sich im Staatsarchiv von Texas. 1947 kam Schindler mit Zwischenstation Camp Atterbury in Edinburgh (Indiana) nach Hohenstein-Ernstthal zurück und arbeitet wieder als freischaffender Gebrauchsgrafiker, vor allem für Betriebe und öffentliche Institutionen. Dazu gehörten u. a. die Gestaltung von Hallen und Ständen auf der Leipziger Messe, grafische Entwürfe von Prospekten, Verpackungsmitteln, fast 100 Firmenlogos, Flaschenetiketten, Briefköpfen und Werbe-Plakaten. Wichtige Auftraggeber waren Betriebe der einheimischen Textilindustrie und der Fahrzeugindustrie der DDR. Nach seinen Angaben entwarf Schindler 1958 das Logo für den VEB Sachsenring Zwickau. Das dürfte jedoch unzutreffend sein. Das Logo wurde 1958 als Arbeit von Herbert Prüget auf der Vierten Deutschen Kunstausstellung gezeigt.
Schindler schuf in Hohenstein-Ernstthal auch eine Anzahl von architekturbezogenen Arbeiten, so Wandgestaltungen im Schwimmbad und im Seniorenheim.
Als freier Zeichner schuf er vor allem Bilder mit Stadtansichten, Landschaften, aus Industrie und Bergbau und vom Rennsport am Sachsenring.
1979 gehörte Schindler zu den Gründern der Kleinen Galerie in Hohenstein-Ernstthal, die er dann bis 1995 ehrenamtlich leitete.

## Mitgliedschaften
- 1952–1990: Verband Bildender Künstler der DDR; zeitweilig Leiter der Sektion Grafik des Bezirks Karl-Marx-Stadt
- ab 1990: Sächsischer Künstlerbund

## Ehrungen
- 1977: Kulturpreis des Rates des Bezirks Karl-Marx-Stadt
- 1983: Johannes-R.-Becher-Medaille in Silber
- 2002: Ehrenbürgerschaft der Stadt Hohenstein-Ernstthal

## Werke (Auswahl)
- Chefarzt Dr. med. Funke (1953, Kohlezeichnung, 75 × 58 cm; auf der Dritten Deutsche Kunstausstellung)[4]

## Ausstellungen (mutmaßlich unvollständig)

### Postume Personalausstellung
- 2022: Hohenstein-Ernstthal, Textil- und Rennsportmuseum TRM (Gebrauchsgrafik und Zeichnungen)[5]

### Teilnahme an zentralen und wichtigen regionalen Ausstellungen in der DDR
- 1953: Dresden, Dritte Deutsche Kunstausstellung
- 1974 und 1979: Karl-Marx-Stadt, Bezirkskunstausstellungen

## Weblink
- Sonderausstellung über Georg Schindler. KabelJournal. Ausgabe 20, Regionalmagazin Chemnitzer Land. 2022, abgerufen am 17. Oktober 2023.